# يوكايتشي (ميه)
مدينة يوكايتشي (بالإنجليزية: Yokkaichi)‏ هي إحدى المدن التابعة لمحافظة ميه. تأسست رسميًا في 1 أغسطس 1897م. ويقدر عدد سكانها بـ 306584 نسمة حسب تقدير مكتب الإحصاء الياباني لعام 2012م. تبلغ مساحة يوكايتشي 205.53 كم2. بكثافة سكانية تبلغ 1492 نسمة/كم2.

## المناخ
يظهر الجدول التالي التغييرات المناخية على مدار السنة ليوكايتشي:
| البيانات المناخية لـيوكايتشي      | البيانات المناخية لـيوكايتشي | البيانات المناخية لـيوكايتشي | البيانات المناخية لـيوكايتشي | البيانات المناخية لـيوكايتشي | البيانات المناخية لـيوكايتشي | البيانات المناخية لـيوكايتشي | البيانات المناخية لـيوكايتشي | البيانات المناخية لـيوكايتشي | البيانات المناخية لـيوكايتشي | البيانات المناخية لـيوكايتشي | البيانات المناخية لـيوكايتشي | البيانات المناخية لـيوكايتشي | البيانات المناخية لـيوكايتشي |
| الشهر                             | يناير                        | فبراير                       | مارس                         | أبريل                        | مايو                         | يونيو                        | يوليو                        | أغسطس                        | سبتمبر                       | أكتوبر                       | نوفمبر                       | ديسمبر                       | المعدل السنوي                |
| --------------------------------- | ---------------------------- | ---------------------------- | ---------------------------- | ---------------------------- | ---------------------------- | ---------------------------- | ---------------------------- | ---------------------------- | ---------------------------- | ---------------------------- | ---------------------------- | ---------------------------- | ---------------------------- |
| متوسط درجة الحرارة الكبرى °م (°ف) | 8.6 (47.5)                   | 8.9 (48.0)                   | 12.0 (53.6)                  | 17.9 (64.2)                  | 22.1 (71.8)                  | 25.1 (77.2)                  | 28.6 (83.5)                  | 30.5 (86.9)                  | 26.9 (80.4)                  | 21.5 (70.7)                  | 16.5 (61.7)                  | 11.3 (52.3)                  | 19.2 (66.5)                  |
| المتوسط اليومي °م (°ف)            | 4.3 (39.7)                   | 4.6 (40.3)                   | 7.5 (45.5)                   | 13.3 (55.9)                  | 17.8 (64.0)                  | 21.4 (70.5)                  | 25.0 (77.0)                  | 26.4 (79.5)                  | 22.7 (72.9)                  | 16.9 (62.4)                  | 11.8 (53.2)                  | 6.7 (44.1)                   | 14.9 (58.8)                  |
| متوسط درجة الحرارة الصغرى °م (°ف) | 0.3 (32.5)                   | 0.7 (33.3)                   | 2.9 (37.2)                   | 8.7 (47.7)                   | 13.4 (56.1)                  | 17.9 (64.2)                  | 22.0 (71.6)                  | 23.1 (73.6)                  | 19.3 (66.7)                  | 12.6 (54.7)                  | 7.3 (45.1)                   | 2.4 (36.3)                   | 10.9 (51.6)                  |
| الهطول مم (إنش)                   | 43.1 (1.70)                  | 66.8 (2.63)                  | 118.7 (4.67)                 | 173.2 (6.82)                 | 180.0 (7.09)                 | 263.9 (10.39)                | 268.5 (10.57)                | 167.7 (6.60)                 | 241.1 (9.49)                 | 128.2 (5.05)                 | 86.0 (3.39)                  | 40.6 (1.60)                  | 1٬777٫8 (70)                 |
| متوسط تساقط الثلوج سم (إنش)       | 7 (2.8)                      | 6 (2.4)                      | 1 (0.4)                      | 0 (0)                        | 0 (0)                        | 0 (0)                        | 0 (0)                        | 0 (0)                        | 0 (0)                        | 0 (0)                        | 0 (0)                        | 0 (0)                        | 14 (5.6)                     |
| متوسط الرطوبة النسبية (%)         | 63                           | 63                           | 62                           | 67                           | 71                           | 79                           | 82                           | 79                           | 77                           | 71                           | 67                           | 65                           | 71                           |
| ساعات سطوع الشمس الشهرية          | 152.0                        | 141.9                        | 174.0                        | 171.2                        | 198.2                        | 145.9                        | 155.7                        | 187.7                        | 133.7                        | 158.3                        | 152.0                        | 158.2                        | 1٬928٫8                      |
| المصدر: NOAA (1961-1990)          |                              |                              |                              |                              |                              |                              |                              |                              |                              |                              |                              |                              |                              |

## توأمة
ليوكايتشي (ميه) اتفاقيات توأمة مع كل من:
- لونغ بيتش (7 أكتوبر 1963 - )
- تيانجين

## أعلام
- دايجيرو كاتو
- كازوهيرو موراكامي
- توموتاكا كيتامورا
- شيغيميتسو إيهغاوا
- أساهي يادا
- يوجي ساكاكورا